# Scorpiothyrsus
Scorpiothyrsus es un género  de plantas fanerógamas pertenecientes a la familia Melastomataceae. Comprende 6 especies descritas y de estas, solo 3 aceptadas.

## Taxonomía
El género fue descrito por Hui Lin Li y publicado en Journal of the Arnold Arboretum 25(1): 33. 1944.

## Especies aceptadas
A continuación se brinda un listado de las especies del género Scorpiothyrsus  aceptadas hasta mayo de 2014, ordenadas alfabéticamente. Para cada una se indica el nombre binomial seguido del autor, abreviado según las convenciones y usos:
- Scorpiothyrsus erythrotrichus (Merr. & Chun) H.L. Li
- Scorpiothyrsus shangszeensis C. Chen
- Scorpiothyrsus xanthostictus (Merr. & Chun) H.L. Li